# Balás Béla (püspök)
Balás Béla (ismert becenevén: Beton atya) (Budapest, 1941. március 25. –) katolikus püspök, 1993-tól 2017-ig a Kaposvári egyházmegye első megyés püspöke.

## Pályafutása
Hétéves volt, amikor elvesztette édesanyját, s így húgával együtt félárván maradtak. 1951–1952-ben csatlakozott a Regnum Marianum mozgalomhoz. Budapesten a piaristáknál érettségizett. Teológiai tanulmányait Esztergomban végezte. Mivel a közösségben a későbbiekben is tevékenyen részt vett, az esztergomi papi szemináriumból harmadévben elbocsátották. Másfél év után – nagy nehézségek árán – visszakerült a szemináriumba.
1965. június 20-án szentelték pappá Esztergomban. Nagymaroson, Nógrádmegyeren (1971), Budapest-Erzsébetvárosban (1972), a budapesti Kada utcában (1972), a Rokolya utcában (1975), majd Varsányban, Érsekvadkerten (1976) volt káplán. 1977-től Bajóton szolgált plébánosként.

### Püspöki pályafutása
1992. augusztus 10-én II. János Pál pápa Fara di Maggiore címzetes püspökévé és veszprémi segédpüspökké nevezte ki. Esztergomban szentelték püspökké 1992. október 17-én. Püspöki jelmondata: „Számomra az Élet Krisztus” (Fil 1,21).
1992. december 10-én a Magyar Katolikus Püspöki Konferencia az Országos Ifjúsági Lelkipásztori Bizottság elnökévé választotta.
1993. május 30-án II. János Pál pápa az újonnan megszervezett Kaposvári egyházmegye első megyés püspökévé nevezte ki.
2017-ben Ferenc pápa utódjául Varga Lászlót nevezte ki, akinek a beiktatásáig sede vacante apostoli adminisztrátorként irányította az egyházmegyét.

## Művei
- Vallomás a Szentírásról; Szent Jeromos Katolikus Bibliatársulat, Bp., 1996
- Az első plébániám. Segítség kezdő papoknak; Márton Áron, Bp., 2001
- Ünnepek. Cikkek, beszédek, nyilatkozatok. Budapest – Kaposvár, 1975–2005; Szent István Társulat, Bp., 2005
- Utak. Emlékek, élmények. Budapest – Kaposvár, 1975-2005; Szent István Társulat, Bp., 2006
- Érintések. Gondolatok, kegyelmek, imák. Budapest – Kaposvár, 1975–2005; Szent István Társulat, Bp., 2006
- Csillagösvényen. Kicsi papoknak. Gyulafehérvár, 2008; Szent István Társulat, Bp., 2008
- Kis idő. Egyháztörténelmi vázlatok; Szent Jeromos Katolikus Bibliatársulat, Bp., 2009
- Könyvünkről; Kaposvári Püspökség, Kaposvár, 2009
- Kis idő; Szent Jeromos Katolikus Bibliatársaság, Bp., 2010
- "Ubicaritas". Útikalauz Taizébe; tartalom Balás Béla; Kaposvári Püspökség, Kaposvár, 2012
- Szigorúan nyilvános! Nyílt beszéd papjainkról; Kairosz, Bp., 2013
- Hitünkről; Kaposvári Püspökség, Kaposvár, 2013
- Zsákutcákból irányfények. Balás Béla püspökkel beszélget Lőrincz Sándor; Kairosz, Bp., 2014 (Miért hiszek?)
- Meló-dráma. Bajóti építkezési napló; Kaposvári Püspökség, Kaposvár, 2014
- Születésnap közeleg; Szent Gellért, Bp., 2015
- Balás Béla–Bolberitz Pál: Regnum Marianum; Éghajlat, Bp., 2016 (Manréza-füzetek)
- Túl a politikán. Történetek, gondolatok betonba öntve; Szt. István Társulat, Bp., 2021
- 2014-ben mutatták be a főszereplésével készült Operatív érték – A besúgottak című dokumentumfilmet Varga Ágota rendezésében.[5]

## Elismerései
- 2011 – A Magyar Köztársasági Érdemrend tisztikeresztje[6]
- 2016 – Hit Pajzsa-díj[7]
- 2016 – A Magyar Érdemrend középkeresztje[8]
- 2017 – Mindszenty-emlékérem[9]
- 2017 – Szabadságért Kaposvár Emlékérem[10]